# Старе Колюшкі
Старе Колюшкі (пол. Stare Koluszki) — село в Польщі, у гміні Бжезіни Бжезінського повіту Лодзинського воєводства.
Населення — 271 особа (2011).
У 1975-1998 роках село належало до Скерневицького воєводства.

## Демографія
Демографічна структура станом на 31 березня 2011 року:
|          | Загалом | Допрацездатний вік | Працездатний вік | Постпрацездатний вік |
| -------- | ------- | ------------------ | ---------------- | -------------------- |
| Чоловіки | 134     | 40                 | 81               | 13                   |
| Жінки    | 137     | 27                 | 75               | 35                   |
| Разом    | 271     | 67                 | 156              | 48                   |